# Franz Maidburg
Franz Maidburg (* kolem 1480/85, asi Freiberg – 1533, Freiberg) byl německý sochař pozdní gotiky a rané renesance.

## Život

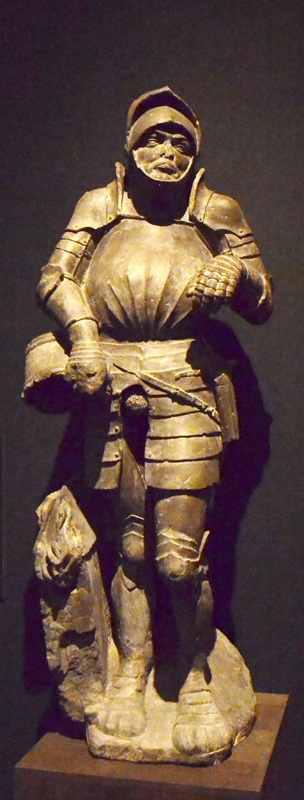
Franz Maidburg, sv. Florian

Po vyučení ve Freibergu se Franz Maidburg jako tovaryš vydal do Würzburgu a v letech 1510–1512 pracoval v dílně Tilmana Riemenschneidera. V roce 1513 je opět zaznamenán ve Freibergu, kde vytvořil Madonu pro místní katedrálu. Od roku 1515 byl jako svobodný sochař zaměstnán architektem Jacobem Heilmannem při výzdobě kostela sv. Anny v Annabergu. Zde se zřejmě seznámil s Hansem Wittenem, který je autorem proslulé tulipánové kazatelny ve Freibergu a pracoval i v Annabergu. V letech 1516–1522 působil Franz Maidburg v Annabergu, poté se vrátil do Freibergu a pokračoval v práci na portálu pro zámecký kostel v Chemnitzu, který v letech 1504–1505 vytvořil Hans Witten. Krátce nato pracoval také v Chomutově. Pobyt F. Maidburga v Chomutově dokládá účetní zpráva jeho bratra Hieronyma v annaberské knize dědických podílů z roku 1547.
Maidburgovým následovníkem byl Mistr oltáře z Dohny.

## Dílo
Ve Freibergu vytvořil kamennou sochu Madony pro katedrálu, která do detailu přejímá kompoziční rozvrh Riemenschneiderovy berlínské madony. Socha je nyní umístěna v samostatně stojící kapli sv. Anny.
V Annabergu je autorem sochařských reliéfů, které zdobí kazatelnu v tamějším kostele sv. Anny. a některých ze stovky reliéfů, které lemují emporu.
V Chemnitz pokračoval v práci na monumentálním portálu pro zámecký kostel, který před ním tvořil Hans Witten. Portál je nyní přemístěn do interiéru kostela.
V Chomutově vytvořil figury sv. Václava a sv. Floriana pro renesanční portál chomutovského zámku (1529–1533).
U některých dalších děl je autorství Franze Maidburga nejisté (svatostánek v Kolíně, epitaf arcibiskupa Uriel von Gemmingen v katedrále v Mohuči nebo 12 m vysoký tabernákl v katedrále Panny Marie v Fürstenwalde/Spree.)

## Galerie

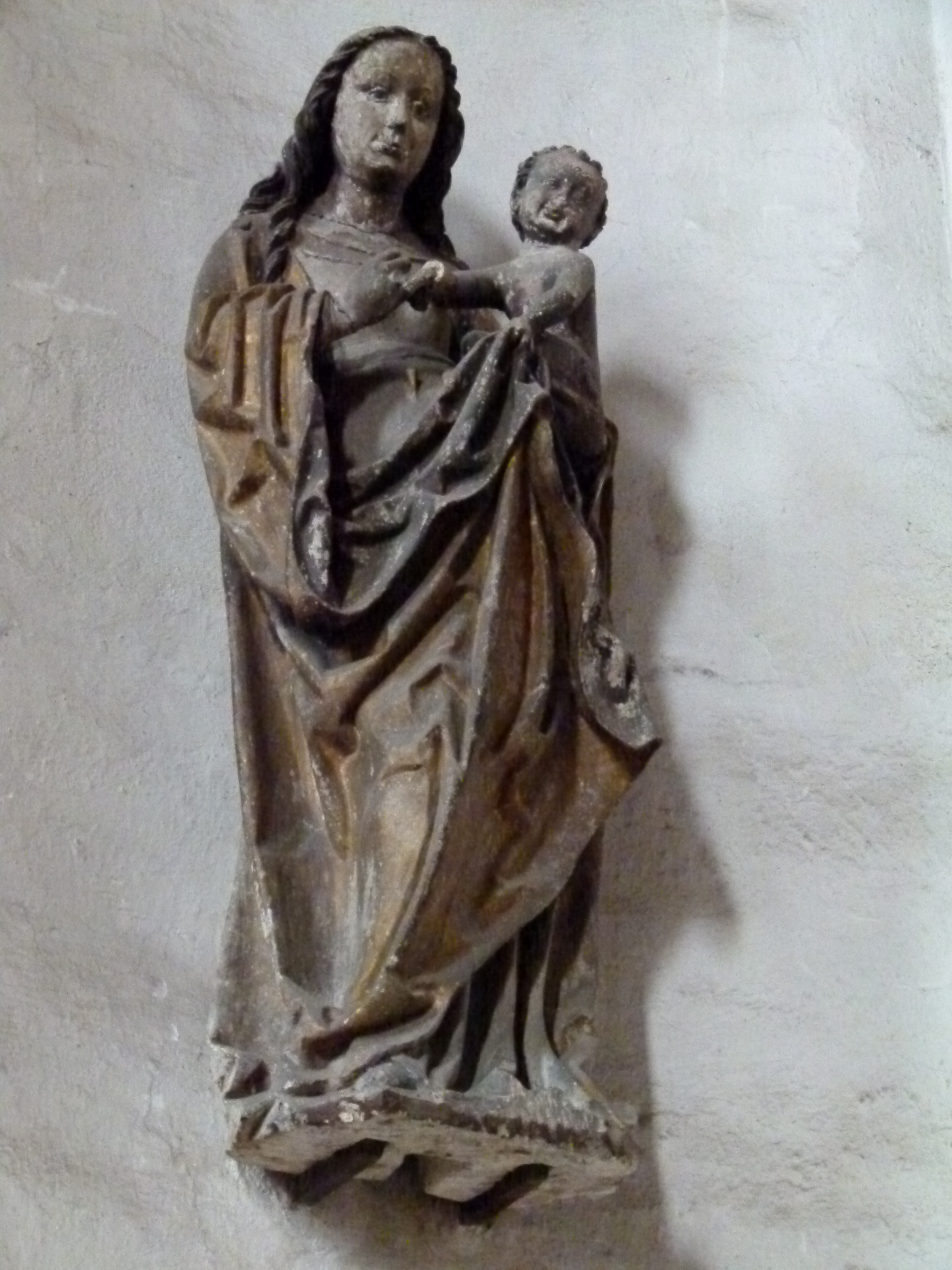
Madona, Freiberger Dom
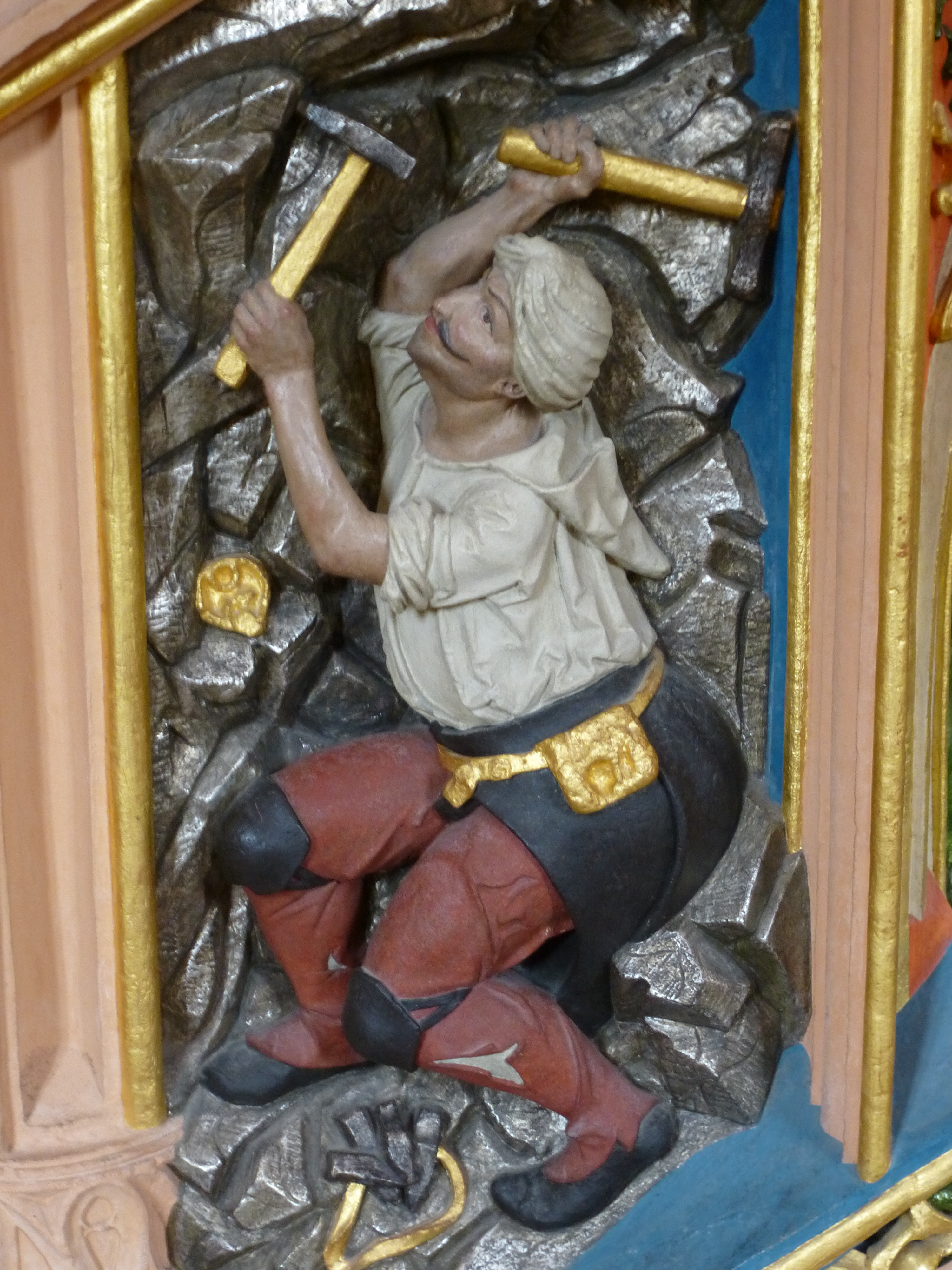
Annaberg Buchholz, kostel sv. Anny
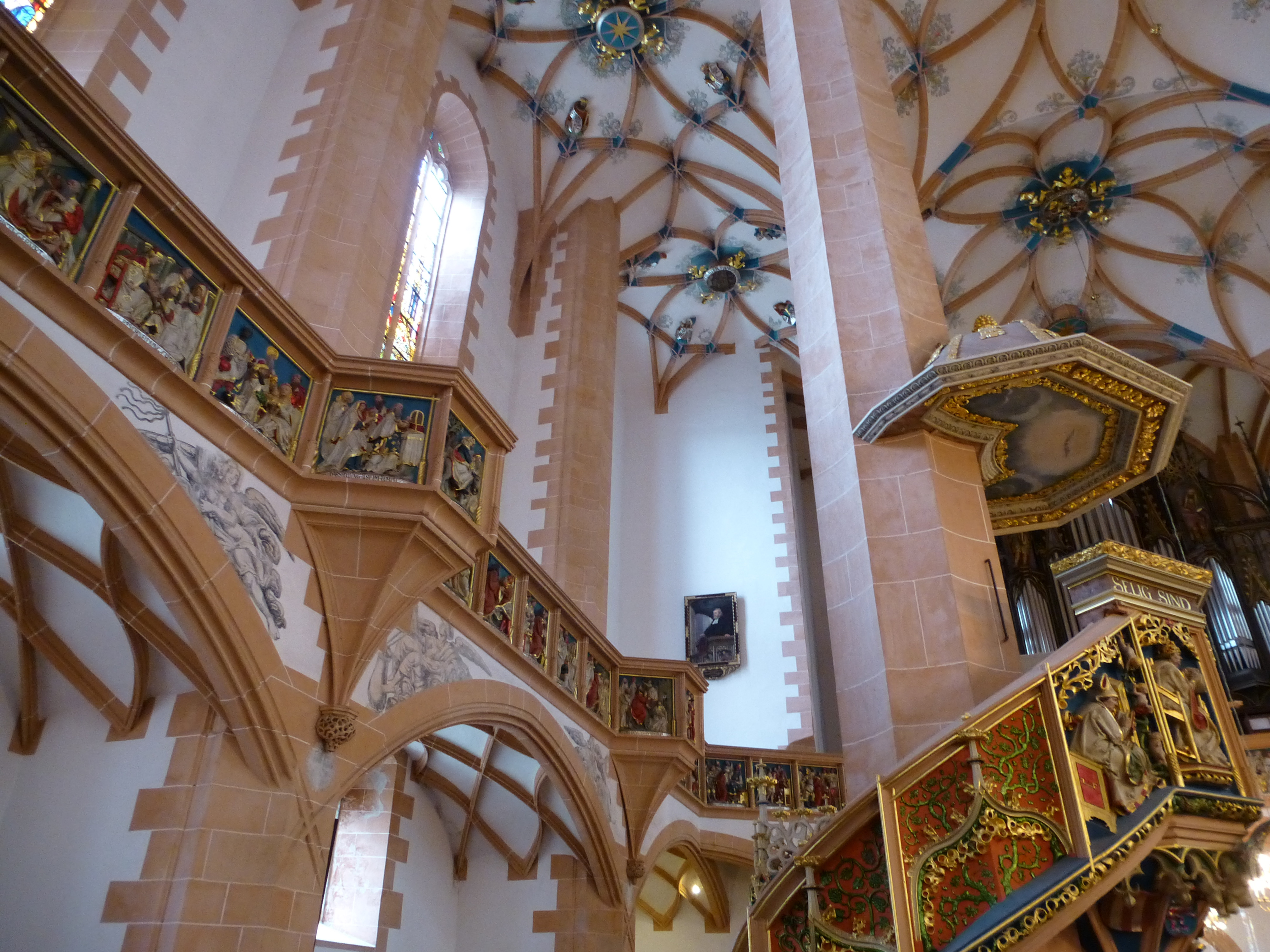
Annaberg Buchholz, kostel sv. Anny
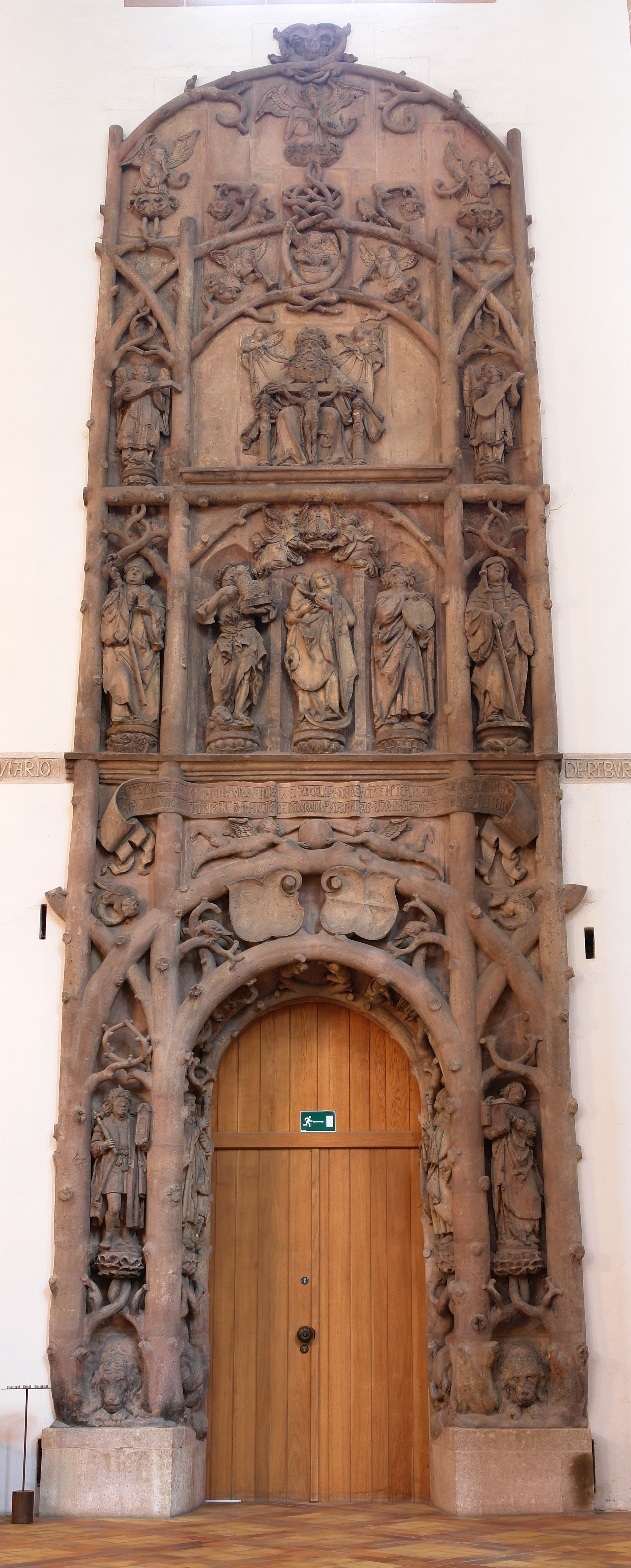
Chemnitz, severní portál zámeckého kostela
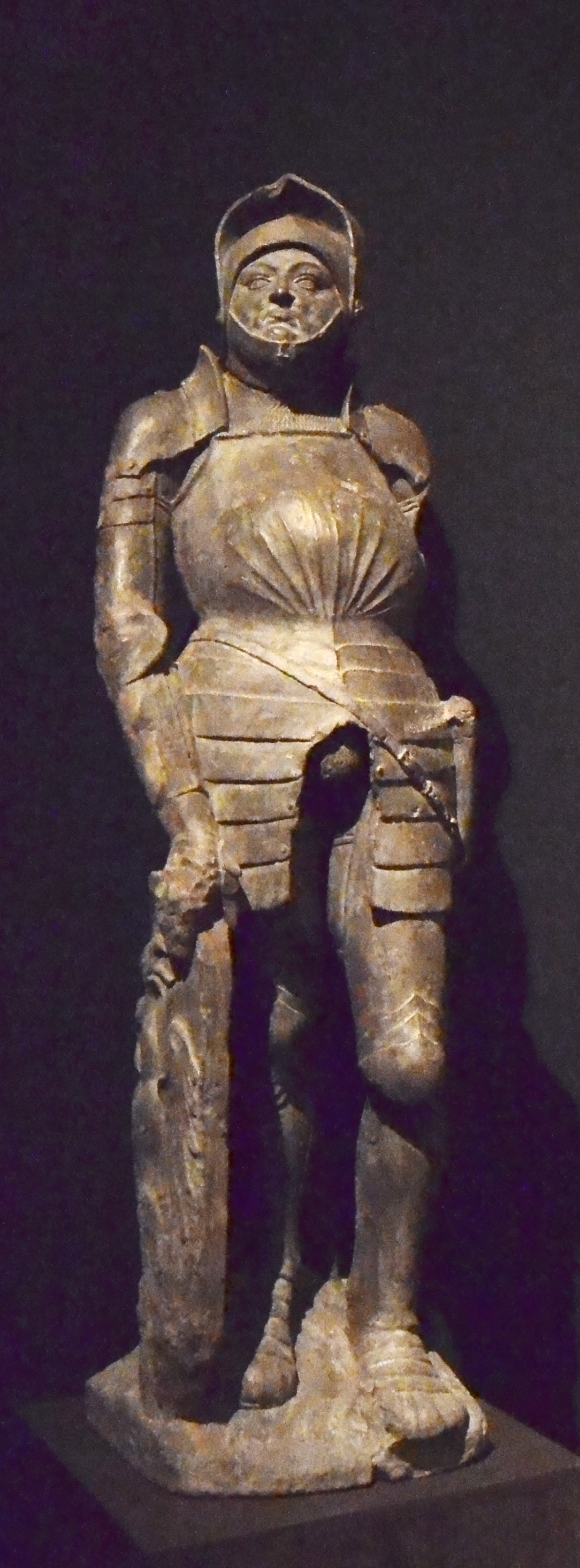
Franz Maidburg, sv. Václav